# Központi Általános Iskola
A Központi Általános Iskola, korábban Szüts József Általános Iskola egy kiskunhalasi oktatási intézmény.

## Története
Az iskola 1912–1913-ban épült Györgyi Dénes építész tervei szerint. A nyerstégla homlokzatú, csúcsíves nyílású, ikertornyos épület bizonyos tekintetben egy templomra hasonlít, és felfedezhető rajta Györgyi erdélyi néprajzi gyűjtőútjainak, illetve Kós Károlynak a hatása (népies stílus).
Szecessziós elemek elsősorban az udvari részt díszítik, az alföldi szecesszióra jellemző téglaburkolat az oldalhomlokzatok függőleges lizénáin jelenik meg.
Az iskola épületein 2017-2019 között nagyszabású felújítási munkák történtek aminek keretein belül épült egy "B" épület az iskola udvarán és felújításra került az étkező és az udvar.

## Oktatás
Az iskolában jelenleg három osztály indul egy évfolyamon:
- "A" osztály: Művészeti
- "B" osztály: Kéttannyelvű (Angol)
- "C" osztály: Sport